# Prosopocoilus occipitalis asteriscus
Prosopocoilus occipitalis asteriscus es una subespecie de coleóptero de la familia Lucanidae.

## Distribución geográfica
Habita en Borneo.